# Kyōko Kagawa
Kyōko Kagawa (jap. 香川京子 Kagawa Kyōko; ur. 5 grudnia 1931 w Asō w prefekturze Ibaraki), właśc. Kyōko Makino (jap. 牧野京子 Makino Kyōko) – japońska aktorka filmowa.

## Filmografia
- 1953: Tokijska opowieść jako Kyōko Hirayama
- 1954: Ukrzyżowani kochankowie jako Osan
- 1956: Kotka, Shozo i dwie kobiety jako pierwsza żona
- 1957: Na dnie jako Okayo
- 1959: Czas Bogów jako księżniczka Miyazu
- 1960: Zły śpi spokojnie jako Keiko Nishi
- 1963: Niebo i piekło jako Reiko, żona Gondo
- 1965: Rudobrody jako wariatka
- 1974: Karei-naru ichizoku jako Kazuko Uruwashi
- 1993: Madadayo jako żona profesora
- 2006: Akai kujira to shiroi hebi jako Yasue Amami
- 2009: Ballad: Na mo naki koi no uta jako Kitsuno